# Baby What You Want Me to Do
Pour les articles homonymes, voir Baby.
Clip vidéo
[vidéo] « Baby What You Want Me to Do - Jimmy Reed (1959) », sur YouTube
[vidéo] « Baby What You Want Me to Do - Elvis Presley », sur YouTube
Baby What You Want Me to Do (Bébé Que Veux Tu Que Je Fasse, en anglais) est une chanson d'amour standard de blues-blues rock-rhythm and blues américain, de l'auteur-compositeur-interprète Jimmy Reed (1925-1976), enregistrée avec succès en disque single 45 tours chez Vee-Jay Records en 1959. Elle est intronisée en 2004 au Blues Hall of Fame (Temple de la Renommée du Blues, de Memphis dans le Tennessee « berceau du blues ») dans la catégorie Classic of Blues Recording.

## Histoire
Cette composition créditée officiellement au nom de Jimmy Reed, serait comme presque toutes ses compositions crée en réalité par son épouse Mama Reed (choriste de son groupe). Ce grand succès populaire de blues américain du répertoire de Jimmy Reed est un de ses premiers tubes, qui participe au succès de sa carrière et à sa célébrité.
« J'ai essayé de faire les choses à ma façon, Et j'ai essayé de faire comme les gens disent, Et ça ne me mène nulle part, rapidement, Et je me tourne vers toi finalement, Que veux tu que je fasse ?, Mais j'ai besoin de toi pour tenir la barre, J'ai été un idiot et j'ai été un clown, J'ai laissé l'ennemi me faire tourner en rond, J'ai gâché l'amour et j'ai gâché le temps, J'ai été fier et j'ai été aveugle, J'ai beaucoup de choses à changer, Tout un homme à reconstruire, Mais si tu me montre la voie, Je commencerai dès maintenant... »
Ce tube atteint la 10e place du classement américain Billboard Hot Rhythm and blues Singles, et 37e place du Billboard Hot 100 américain. Elle est intronisée en 2004 au Blues Hall of Fame (Temple de la Renommée du Blues, de Memphis dans le Tennessee « berceau du blues ») dans la catégorie Classic of Blues Recording. Ce tube est réédité dans plusieurs de ses albums, dont Found Love (1960), Jimmy Reed au Carnegie Hall (1961), Chicago blues, et repris et adapté avec succès par de nombreux interprètes, en particulier par Elvis Presley, ainsi que Etta James, Jerry Lee Lewis, Little Richard, Chuck Berry, Joe Cocker, Tom Jones, Tina Turner, Van Morrison, David Bowie...  

## Composition du groupe
- Jimmy Reed, Eddie Taylor, et Lefty Bates : chant, guitare
- Marcus Johnson : guitare basse
- Earl Phillips : batterie
- Mama Reed (épouse de Jimmy Reed) : choriste